# La Cizaña
La Cizaña es un barrio periférico perteneciente al distrito de Churriana de la ciudad andaluza de Málaga, España. Está situado junto a la playa de San Julián, entre el campo de golf del parador, al norte, y el límite con el término municipal de Torremolinos, al sur, y al este de la MA-20. Se trata de un barrio aislado alejado de otros núcleos urbanos, siendo los más cercanos los barrios malagueños de El Olivar y Vega de Oro y el barrio torremolinense de Los Álamos.
Ninguna línea de autobús de la EMT alcanza los límites del barrio. 